# Kanyar József
Kanyar József (Kaposújlak, 1916. április 29. – Budapest, 2005. január 21.) magyar történész, levéltáros. A Hazafias Népfront kaposvári városi bizottságának elnöke, megbízott elnöke, az Országos Tanács és az Elnökség tagja, a honismereti bizottság elnöke. A történelem-tudományok kandidátusa (1972), a történelem-tudományok doktora (1983).

## Életpályája
Szülei: Kanyar József és Major Katalin voltak. A kaposvári Táncsics Mihály Gimnázium diákja volt. 1936–1941 között a Református Teológiai Akadémia hallgatója volt. 1941–1944 között a Pécsi Tudományegyetemen jogot tanult. 1942-ben végzett a Nagykőrösi Tanítóképzőben. 1945 után a Nemzeti Parasztpárt dél-dunántúli kerületi titkára, a Pécsi Szabad Szó felelős szerkesztője volt. 1945–1947 között nemzetgyűlési képviselőként dolgozott. 1947–1986 között Somogy megye főlevéltárnoka, majd a megyei levéltár igazgatója, 1986-tól nyugdíjas tudományos szaktanácsadója és a tudományos kiadványok szerkesztője volt. 1988-tól a Veres Péter Társaság elnökségének tagja, a Szárszói Baráti Kör elnöke volt. 1990–1995 között a Honismereti Szövetség elnöke, 1995-től tiszteletbeli elnöke volt.

## Magánélete
1942–1996 között Fazekas Éva volt a felesége. Egy lányuk született: Éva (1943).

## Művei
- Somogy megye levéltára (1962)
- Elsikkasztott földreform, megvalósult földosztás Somogyban 1920, 1945 (1964)
- Harminc nemzedék vallomása Somogyról (1967)
- Somogy a felszabadulás hónapjaiban (1970)
- Somogy megye agrártársadalma az első földreformtól a szocialista mezőgazdaságig 1920–1949 (1980)
- “Múzsáknak szentelt kies tartomány." Tanulmányok Somogy művelődéstörténetéből (1984)
- A reménység esztendei (1989)
- Népoktatás a Dél-Dunántúlon a feudalizmusból a kapitalizmusba való átmenet időszakában 1770–1868 (1989)
- Szapolyai János, az utolsó nemzeti király (1526–1541) (1993)
- Honismeret és nemzettudat (2000)

## Díjai
- A Szocialista Kultúráért érem (1954, 1962)
- A Munka Érdemrend ezüst fokozata (1968)
- A Munka Érdemrend arany fokozata (1970)
- Somogy Megye Alkotó Díja (1975)
- Felszabadulási Emlékérem (1975)
- Kaposvár díszpolgára (1978)
- Állami Díj (1985)
- Kaposújlak díszpolgára (1996)[3]
- Köztársasági Elnöki Aranyérem (1999)
- Bethlen Gábor-díj (2001)[5]